# قلعه محمودآباد
قلعه محمودآباد مربوط به اواخر دوره تیموری تا اواخر دوره صفوی است و در شهرستان تربت جام، بخش نصرآباد - دهستان میان‌جام، روستای محمودآباد واقع شده و این اثر در تاریخ ۱۶ اسفند ۱۳۸۴ با شمارهٔ ثبت ۱۴۳۱۸ به‌عنوان یکی از آثار ملی ایران به ثبت رسیده‌است.